# Kultura Peiligang

Lokalizacja kultury Peiligang

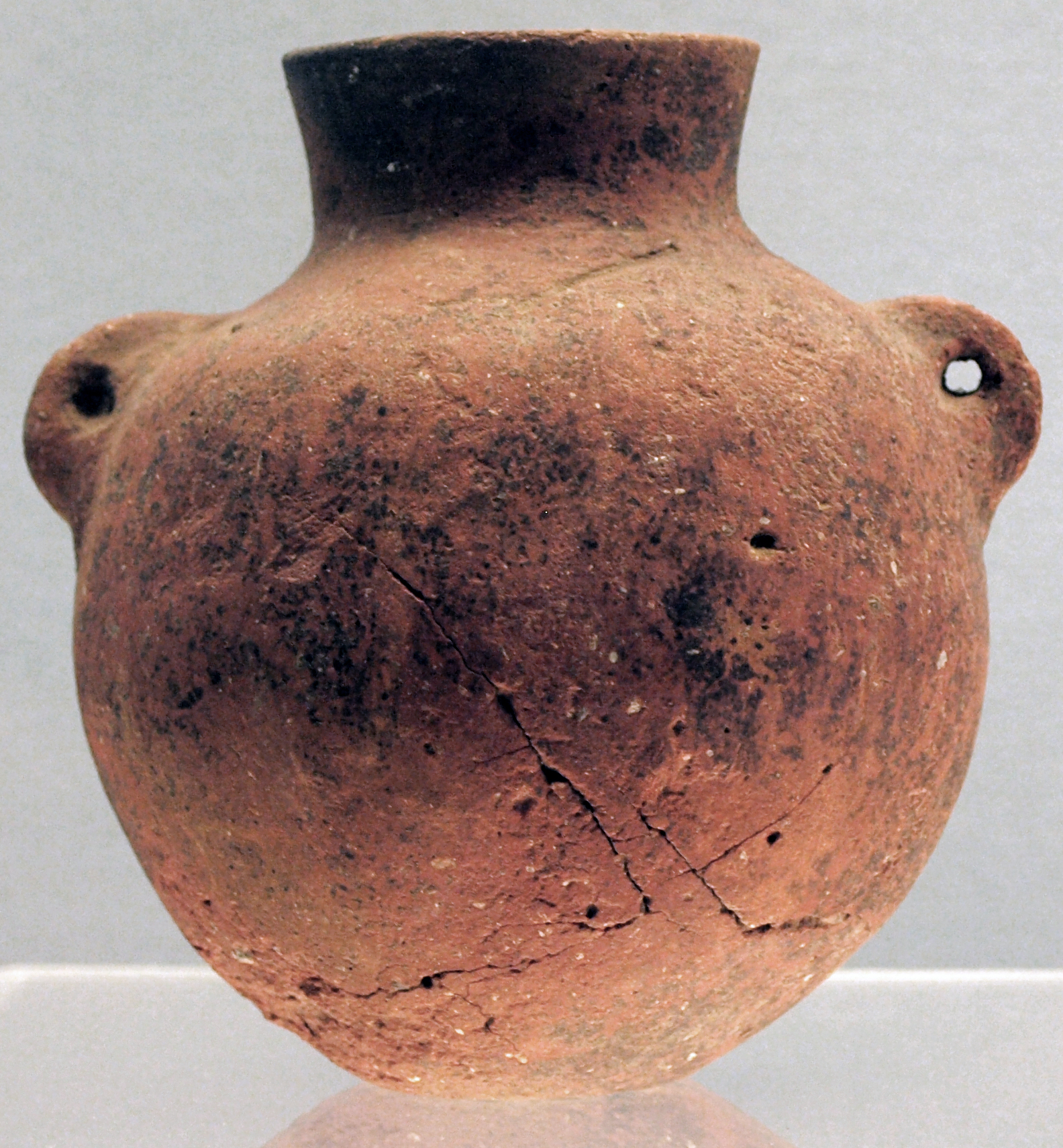
Przykład ceramiki kultury Peiligang, ok. 6000–5200 p.n.e. Muzeum Szanghajskie

Kultura Peiligang (chiń. 裴李崗文化; pinyin Péilǐgāng wénhuà) – nazwa nadana przez archeologów grupie neolitycznych osad z doliny rzeki Yiluo w chińskiej prowincji Henan z okresu VI – V tysiąclecia p.n.e. Nazwa pochodzi od miejsca odkrycia jednej z osad w roku 1977. Znaleziono ślady świadczące o hodowli świń i wyrobie ceramiki zdobionej rytami.